# Francine Oomen

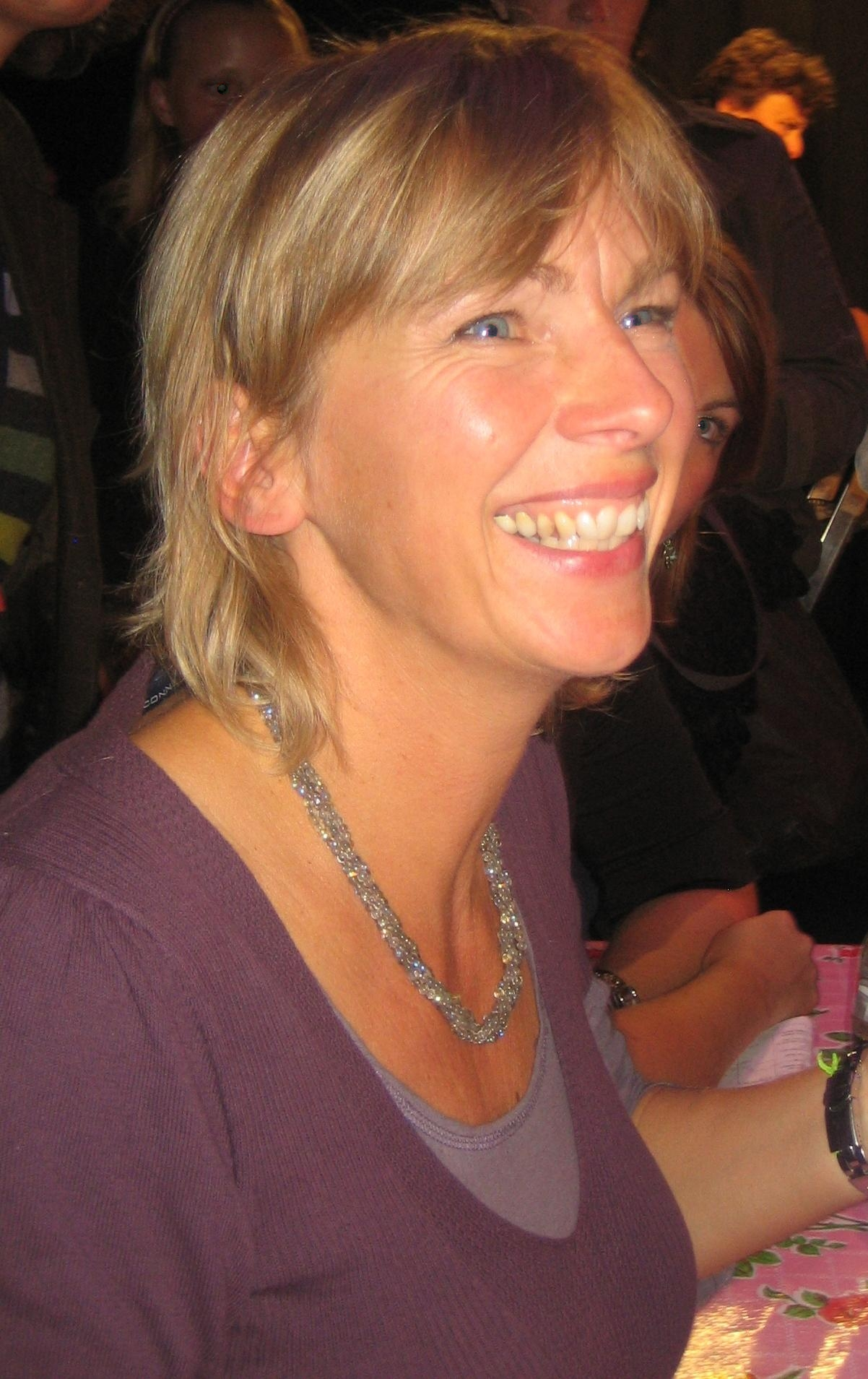
Francine Oomen (2007)

Eclaire Francine Marie Oomen (* 27. März 1960 in Laren (Noord-Holland)) ist eine niederländische Autorin, hauptsächlich von Kinder- und Jugendbüchern. 
Im Alter von sechs Jahren zog sie nach Eindhoven, mit zwölf nach der Scheidung ihrer Eltern nach Groningen. Mit 16 kehrte sie nach Eindhoven zurück. Nach der Schule besuchte sie die Design Academy Eindhoven. Später lebte sie in Den Haag und Zevenaar, bevor sie sich in Nuth (Provinz Limburg) niederließ. Zunächst arbeitete sie freiberuflich als Grafikerin, später begann sie hauptsächlich zu schreiben. Oomen hat zwei Töchter und einen Sohn. Auch ihre jüngste Schwester Sten Oomen ist Autorin.
Ihre bekannteste Jugendbuchreihe ist die Hoe overleef ik-Serie, die in Deutschland unter dem Titel Rosas schlimmste Jahre erschienen ist. Neunmal hat sie den niederländischen Preis für das beste Jugendbuch gewonnen.

## Werke (Auswahl, deutsche Übersetzungen)
Rosas schlimmste Jahre:
- Wie überlebe ich meinen ersten Kuss?, 2007
- Wie überlebe ich meinen dicken Hintern?, 2007
- Wie überlebe ich ein gebrochenes Herz?, 2008
- Wie überlebe ich mein Leben ohne dich?, 2008
- Wie überlebe ich meine durchgeknallten Eltern?, 2009
- Wie überlebe ich ohne Liebe?, 2010
- Wie überlebe ich ohne meine Freunde?, 2010
- Wie überlebe ich meinen Freund (und er mich)?, 2010
- Wie überlebe ich ohne Träume?, 2011
- Wie überlebe ich eine Reise in die weite Welt?, 2011, alle Ravensburger Buchverlag

- Wie überlebe ich die Pubertät? 100 Survivaltipps für Teenager, Ravensburger Buchverlag, 2013

- Lena Liste, 2006
- Lena Liste – 5 Geheimnisse und mehr, 2009
- Lena Liste – 7 Schmetterlinge und mehr, 2010, alle Fischer Schatzinsel